# 北部国境州
北部国境州（ほくぶこっきょうしゅう、アラビア語: منطقة الحدود الشمالية、Al-Ḥudūd Al-Shimāliyyah）は、サウジアラビアの州。面積は111,797 km2、人口は375,310人（2018年推定）。
サウジアラビアで最も人口の少ない州である。サウジアラビアの北東部に位置し、イラクと国境を接する。州都はアラル。

## 隣接州
- アンバール県
- ナジャフ県
- ムサンナー県
- 東部州 (サウジアラビア)
- ハーイル州
- ジャウフ州
- マフラク県

## 下位行政区画

北部国境州の県

- アラル عرعر (مقر الإمارة)
- Rafha محافظة رفحاء
- Turaif محافظة طريف
- محافظة العويقيلة